# Bank im Bistum Essen
Die Bank im Bistum Essen eG (im Außenauftritt BANK IM BISTUM ESSEN eG) ist eine katholische kirchliche Genossenschaftsbank mit Sitz in der nordrhein-westfälischen kreisfreien Stadt Essen.

## Geschichte
Die heutige Bank im Bistum Essen eG wurde am 14. Juni 1966 in Essen als Darlehnskasse im Bistum Essen eingetragene Genossenschaft mit beschränkter Haftpflicht gegründet und erhielt mit Eintragung am 30. Juni 1994 ihren heutigen Namen.
Neben der Bank für Kirche und Caritas eG in Paderborn, der DKM Darlehnskasse Münster eG in Münster und der Pax-Bank eG in Köln ist die Bank im Bistum Essen eG eine der vier katholischen Kirchenbanken in Nordrhein-Westfalen.

## Rechtsverhältnisse
Die Bank im Bistum Essen eG ist im Genossenschaftsregister beim Amtsgericht Essen unter GnR 325 eingetragen.

## Organisationsstruktur
Rechtsgrundlagen sind das Genossenschaftsgesetz und die durch die Generalversammlung beschlossene Satzung. Organe der Bank sind der Vorstand, der Aufsichtsrat und die Generalversammlung.

## Sicherungseinrichtung
Die Bank im Bistum Essen eG ist der amtlich anerkannten Sicherungseinrichtung des Bundesverbandes der Deutschen Volksbanken und Raiffeisenbanken GmbH und der zusätzlichen freiwilligen Sicherungseinrichtung des Bundesverbandes der Deutschen Volksbanken und Raiffeisenbanken e.V. angeschlossen.

## Geschäftsausrichtung
Die Bank im Bistum Essen eG ist zum einen die Hausbank kirchlicher institutioneller Kunden, zum anderen betreibt sie Privatkundengeschäft als Universalbankgeschäft. Im Verbundgeschäft arbeitet sie mit der DZ Bank, R+V Versicherung, Bausparkasse Schwäbisch Hall, Teambank, VR Smart Finanz, DZ Hyp und der Union Investment zusammen.
Sie hat sich auf einen fest definierten Kundenkreis spezialisiert. Hierzu zählen die Kirche und ihre Einrichtungen. Zu ihren Mitgliedern zählen Geschäftskunden wie Krankenhäuser, Stiftungen, kirchliche Wohnungsbauunternehmen, Alten- und Behinderteneinrichtungen oder Versorgungswerke – und eine Vielzahl von Privatkunden: die Mitarbeiter der oben genannten Einrichtungen. Kunde können mittlerweile auch Personen werden, die nicht für die Kirche arbeiten, ebenso Nicht- und Andersgläubige. Aufgrund der ethisch-nachhaltigen Ausrichtung der Bank sind in den vergangenen Jahren außerdem zahlreiche Kunden aus dem Bereich gemeinnütziger Stiftungen hinzugekommen. Ausschließlich gewinnorientierte Unternehmen zählen nach eigenen Angaben nicht zum Kundenbereich der Bank.
Das Handeln der Bank im Bistum Essen eG richtet sich am Gedanken der nachhaltigen Entwicklung aus. Diese geschäftspolitische Ausrichtung versucht die Bank mit dem Begriff FairBanking zu beschreiben. Darunter soll die Verbindung von ökonomischer, sozialer und ökologischer Verantwortung verstanden werden. Das christliche Prinzip, die Schöpfung zu bewahren, ist in der Strategie der Bank verankert.
Zu den Dienstleistungen der Bank im Bistum Essen eG zählen:
- die Finanzierung von Sozialimmobilien wie Krankenhäuser und Altenpflegeheime
- die Wohnbaufinanzierung
- die Bereitstellung elektronischer Bankdienstleistungen
- die Vermögensverwaltung vom Sparkonto bis zur Anlage in Spezialfonds unter Berücksichtigung ethisch-nachhaltiger Gesichtspunkte

Seit dem Jahr 2006 vergibt die Bank im Bistum Essen weltweit Kredite an Mikrofinanzinstitutionen. Daneben hat die Bank zwei Mikrofinanzfonds für institutionelle Anleger aufgelegt, in die sie selber investiert und die von der Bank selbst verwaltet werden. Als erstes Kreditinstitut in Deutschland bietet die Bank im Bistum Essen eG auch Privatkunden die Möglichkeit, über ein Sparbuch in den Mikrofinanzbereich zu investieren.

## Nachhaltigkeit und Soziale Verantwortung
Nachhaltigkeit ist nach eigener Aussage Teil der Geschäftspolitik der Bank im Bistum Essen. Unternehmensintern werden die Umweltauswirkungen aus der Geschäftstätigkeit der Bank in einer Ökobilanz gemessen. Ziel der Ökobilanz ist es, die Kennzahlen für „Strom“, „Heizenergie“, „Papier“, „Wasser“ und „Abfälle“ permanent zu verbessern, um somit einen angemessenen Beitrag zum Umweltschutz zu leisten. Zudem sollen alle Eigenanlagen der Bank nach ethisch-sozialen Kriterien investiert werden. Die Produktpalette der Bank wird stetig um nachhaltige Produkte ergänzt. Dazu gehört das Angebot von ethisch-nachhaltig gemanagten Investmentfonds ebenso wie die Initiierung und das Management von
Mikrofinanzfonds.
Der Stiftungsfonds Kirche und Caritas der Bank im Bistum Essen eG fördert regionale, nationale und internationale Projekte und engagiert sich in vielfältiger Art und Weise.
Die Bank im Bistum Essen unterstützt die Energiewende seit Jahren tatkräftig, im Dezember 2018 verkündete die Bank einen Nullprozent-Kredit für Personen, die sich ein Elektroautomobil, für bis zu 50.000 Euro, kaufen möchten, um die Umwelt und das Klima zu schützen.

## Geschäftsgebiet
Die Bank im Bistum Essen eG unterhält nur die Geschäftsstelle in Essen, betreibt ihr Geschäft aber bundesweit.